# UVERworld 2008 Premium LIVE at 日本武道館
『UVERworld 2008 Premium LIVE at 日本武道館』（ウーバーワールド にせんはち プレミアム ライブ アット にっぽんぶどうかん）は、UVERworldの3枚目のライブDVD。2009年4月29日、gr8!recordsから発売された。

## 概要
2008年12月5日、日本武道館にて行われた、UVERworld初の日本武道館単独公演"POCARI SWEAT presents UVERworld 2008 Premium Live at NIPPON BUDOKAN"のライブ映像を収録している。
ドキュメント映像などを除き、計21曲を収録。前作『PROGLUTION TOUR 2008』と異なり、ドキュメント映像はライブ後ではなく、曲間に計2箇所はさまれた。DVD本編にはドキュメント映像を省きライブ映像のみを全編視聴できる「LIVE ONLY」機能が付帯。
2011年12月7日には、本作のBlu-ray Disc版が発売された（UVERworld初となるBlu-ray映像作品、『LAST TOUR FINAL at TOKYO DOME 2010/11/27』Blu-ray版と同時発売）。
キャッチコピーは、『見逃すな、新たな始まりの景色』

## 収録内容

### DVD
- ドキュメント映像は赤字で表記。

1. Opening
  - 作曲:UVERworld / 編曲:UVERworld, 平出悟
  - 1stアルバム『Timeless』の収録曲「SE」。2008年のライブにおけるオープニングSEは、ほぼすべての公演で3rdアルバム『PROGLUTION』収録のインスト曲「to the world(SE)」が使用された。だが、同公演ならびに、2008年12月13日に行われた初の大阪城ホール単独公演となる"POCARI SWEAT presents UVERworld 2008 Premium Live at OSAKA-JO HALL"のみ、この曲が使われている。TAKUYA∞による「（今回は）to the worldじゃなくてもよくない？」の提案が採用されていた。
2. 凛句
  - 作詞:TAKUYA∞ / 作曲:TAKUYA∞ / 編曲:UVERworld
  - 未発売音源。TAKUYA∞の不祥事により、バンドが一時活動休止状態となった際、ファンやスタッフ、メンバーに対しての感謝と謝罪を込めてTAKUYA∞が制作した楽曲。2007年2月10日・11日に行われた、UNITおよびOSAKA MUSEでの活動再開ライブにて限定公開された。音源は当該ライブの入場者のみに無料配布された。同公演および同年12月13日に行われた大阪城ホール初公演でも披露されている。日本武道館と大阪城ホールでの公演が決定した時点で「ライブの始めには、この曲やろう」とメンバー間で決定していた。
3. 激動
  - 作詞:TAKUYA∞ / 作曲:TAKUYA∞ / 編曲:UVERworld, 平出悟
  - 初の両A面シングルとなる10thシングル「激動/Just break the limit!」。4thアルバム『AwakEVE』収録曲。
4. 儚くも永久のカナシ
  - 作詞:TAKUYA∞ / 作曲:TAKUYA∞, 克哉 / 編曲:UVERworld, 平出悟
  - 12thシングル。4thアルバム『AwakEVE』収録曲。自身初のオリコン週間シングルチャート1位となった。
5. Burst
  - 作詞:TAKUYA∞, Alice ice / 作曲:TAKUYA∞ / 編曲:UVERworld, 平出悟
  - 1stアルバム『Timeless』収録曲。
6. =
  - 作詞:TAKUYA∞ / 作曲:TAKUYA∞ / 編曲:UVERworld, 平出悟
  - 5thシングル「SHAMROCK」のカップリング曲。
7. just Melody
  - 作詞:TAKUYA∞, Alice ice / 作曲:TAKUYA∞, 彰 / 編曲:UVERworld, 平出悟
  - 3rdシングル。1stアルバム『Timeless』収録曲。
8. Document 1〜Backstage story〜
  - 本公演でのリハーサル、セットリストの会議など舞台裏映像が収録されている。
9. Beat Box
  - 作詞:TAKUYA∞ / 作曲:TAKUYA∞
  - TAKUYA∞のヒューマンビートボックス。
10. GROOVY GROOVY GROOVY
  - 作詞:TAKUYA∞ / 作曲:TAKUYA∞, 彰 / 編曲:UVERworld, 平出悟
  - 3rdアルバム『PROGLUTION』収録曲。
11. 〜流れ・空虚・THIS WORD〜
  - 作詞:TAKUYA∞ / 作曲:TAKUYA∞ / 編曲:UVERworld, 平出悟
  - 2ndアルバム『BUGRIGHT』収録曲。
12. over the stoic
  - 作詞:TAKUYA∞ / 作曲:UVERworld / 編曲:UVERworld, 平出悟
  - 11thシングル「恋いしくて」のカップリング曲。インスト曲。
13. 君の好きなうた
  - 作詞:TAKUYA∞ / 作曲:TAKUYA∞ / 編曲:UVERworld, 平出悟
  - 6thシングル。2ndアルバム『BUGRIGHT』収録曲。
14. SORA
  - 作詞:TAKUYA∞ / 作曲:TAKUYA∞, 彰 / 編曲:UVERworld, 平出悟
  - 4thシングル「Colors of the Heart」のカップリング曲。
15. Document 2〜dream goes on〜
  - インディーズ時代から現在に至るまでのライブ映像などを収録。
16. D-tecnoLife (mixed edition)
  - 作詞:TAKUYA∞ / 作曲:TAKUYA∞ / 編曲:UVERworld, 平出悟
  - デビューシングル。1stアルバム『Timeless』収録曲。他の収録曲と異なり、本公演でのパフォーマンスに加え、過去のライブ映像をミックスした映像になっている。「LIVE ONLY」モードにすることで通常のライブ映像が視聴できる。
17. Nitro
  - 作詞:TAKUYA∞, Alice ice / 作曲:TAKUYA∞, 彰 / 編曲:UVERworld, 平出悟
  - 1stアルバム『Timeless』収録曲。
18. UNKNOWN ORCHESTRA
  - 作詞:TAKUYA∞ / 作曲:TAKUYA∞ / 編曲:UVERworld, 平出悟
  - 7thシングル「endscape」のカップリング曲。3rdアルバム『PROGLUTION』収録曲。曲前のTAKUYA∞によるMCの際、バックに流れている楽曲は「-妙策号外ORCHESTRA-」。
19. energy
  - 作詞:TAKUYA∞ / 作曲:TAKUYA∞ / 編曲:UVERworld, 平出悟
  - 9thシングル「浮世CROSSING」のカップリング曲。3rdアルバム『PROGLUTION』収録曲。
20. シャカビーチ〜Laka Laka La〜
  - 作詞:TAKUYA∞ / 作曲:UVERworld / 編曲:UVERworld, 平出悟
  - 8thシングル。3rdアルバム『PROGLUTION』収録曲。
21. CHANCE!
  - 作詞:TAKUYA∞ / 作曲:TAKUYA∞ / 編曲:UVERworld, 平出悟
  - 2ndシングル。1stアルバム『Timeless』収録曲。
22. DISCORD
  - 作詞:TAKUYA∞ / 作曲:TAKUYA∞ / 編曲:UVERworld, 平出悟
  - 2ndアルバム『BUGRIGHT』の収録曲。この日のアレンジは「DISCORD」と「DISCORD〜your voices mix〜」（9thシングル「浮世CROSSING」のカップリング曲）を組み合わせた構成になっている。
23. Roots
  - 作詞:TAKUYA∞ / 作曲:TAKUYA∞, 彰 / 編曲:UVERworld, 平出悟
  - 3rdアルバム『PROGLUTION』収録曲。

## 初回生産限定盤

### CD
- DVD未収録を含むライブ音源（音源はすべて、2008年12月5日に行われた日本武道館での音源）。

1. 激動
  - 作詞:TAKUYA∞ / 作曲:TAKUYA∞ / 編曲:UVERworld, 平出悟
2. brand new ancient
  - 作詞:TAKUYA∞ / 作曲:TAKUYA∞, 彰 / 編曲:UVERworld, 平出悟
  - 3rdアルバム『PROGLUTION』収録曲。本作唯一のDVD未収録音源。
3. Nitro
  - 作詞:TAKUYA∞, Alice ice / 作曲:TAKUYA∞, 彰 / 編曲:UVERworld, 平出悟

## 当日ライブセットリスト
POCARI SWEAT presents UVERworld 2008 Premium Live at NIPPON BUDOKAN
(2008/12/05 in 日本武道館)
- DVD未収録音源は赤字で表記。

1. SE
2. 凛句
3. 激動
4. 儚くも永久のカナシ
5. Burst
6. just Melody
7. brand new ancient
8. Beat Box
9. GROOVY GROOVY GROOVY
10. 〜流れ・空虚・THIS WORD〜
11. ハルジオン
12. over the stoic
13. 君の好きなうた
14. 体温
15. SORA
16. core ability +81
17. D-tecnoLife
18. Nitro
19. 和音
20. -妙策号外ORCHESTRA-
21. UNKNOWN ORCHESTRA (album ver.)
22. energy
23. シャカビーチ〜Laka Laka La〜
24. CHANCE!
25. DISCORD
26. Roots